# Woman Across the River
| 전문가 평가                                | 전문가 평가 |
| 평가 점수                                  | 평가 점수   |
| 출처                                       | 점수        |
| ------------------------------------------ | ----------- |
| AllMusic                                   | [ 2 ]       |
| The Encyclopedia of Popular Music          | [ 3 ]       |
| MusicHound Rock: The Essential Album Guide | [ 4 ]       |

《Woman Across the River》는 1973년에 발매된 미국의 블루스 음악가 프레디 킹의 스튜디오 음반이다. 이 음반은 킹이 셸터 레코드를 위해 만든 세 개의 음반 중 마지막 음반이었다. 킹의 세 장의 셸터 음반이 《King of the Blues》라는 제목의 컬렉션으로 재발매되었다.
그 음반은 빌보드 200에서 158위로 정점을 찍었다.

## 제작
킹의 처음 두 장의 셸터 음반처럼, 《Woman Across the River》는 레이블 대표 리언 러셀이 프로듀싱했다. 킹은 베이스의 칼 래들, 드럼의 짐 켈트너를 포함한 많은 세션 음악가들의 지원을 받았다. 이 음반은 테네시주 멤피스에 있는 필립스 스튜디오에서 혼합되었다. 킹은 두 개의 윌리 딕슨의 노래인 〈Hoochie Coochie Man〉과 〈I'm Ready〉를 커버했다.

## 평가
《텍사스 먼슬리》는 이 음반을 "유능함 그 이상"이라고 불렀지만, "록 사운드에 너무 많은 양보를 했다"고 생각했다. 올뮤직은 "아마도 더 무거운 록 요소들"에 주목하며 "킹의 마지막 셸터 음반은 그의 가장 정교하게 제작되었으며, 때때로 현악 편곡과 여성 백 보컬이 있었다"고 썼다. 《펭귄 가이드는 블루스 레코딩스》가 "70년대 초에 겪었던 어색한 단계의 블루스를 반영한다"고 밝혔다. 《커머셜 어필》은 "정확한 러셀 발라드"인 〈Help Me Through the Day〉를 칭찬했다.

## 곡 목록
| #   | 제목                        | 작사·작곡                                      | 재생 시간 |
| --- | --------------------------- | ---------------------------------------------- | --------- |
| 1.  | 〈Woman Across the River〉  | 베티 크루처, 앨런 존스                         | 2:46      |
| 2.  | 〈Hoochie Coochie Man〉     | 윌리 딕슨                                      | 4:48      |
| 3.  | 〈Danger Zone〉             | 퍼시 메이필드                                  | 4:32      |
| 4.  | 〈Boogie Man〉              | 척 블랙웰, 리언 러셀                           | 3:45      |
| 5.  | 〈Leave My Woman Alone〉    | 레이 찰스                                      | 3:33      |
| 6.  | 〈Just a Little Bit〉       | 랄프 배스, 버스터 브라운, 존 손턴, 팻츠 워싱턴 | 2:27      |
| 7.  | 〈Yonder Wall〉             | 엘모어 제임스                                  | 2:25      |
| 8.  | 〈Help Me Through the Day〉 | 러셀                                           | 4:27      |
| 9.  | 〈I'm Ready〉               | 딕슨                                           | 3:45      |
| 10. | 〈Trouble in Mind〉         | 리처드 M. 존스                                 | 3:41      |
| 11. | 〈You Don't Have to Go〉    | 지미 리드                                      | 2:55      |